# Relações entre Austrália e Vietnã
As relações entre a Austrália e o Vietnã referem-se às relações bilaterais entre os países. A Austrália tem uma embaixada em Hanói e um consulado na Cidade de Ho Chi Minh. O Vietnã tem uma embaixada em Camberra.

## História
Embora o primeiro contato tenha sido no século XIX, quando o Império Britânico estava prestando atenção na colonização de países na Ásia, a subsequente colonização francesa do Vietnã negou o contato formal entre o Vietnã e a Austrália. Até o final da Segunda Guerra Mundial, as relações entre a Austrália e o Vietnã eram quase inexistentes.

### Guerra do Vietnã e suas consequências

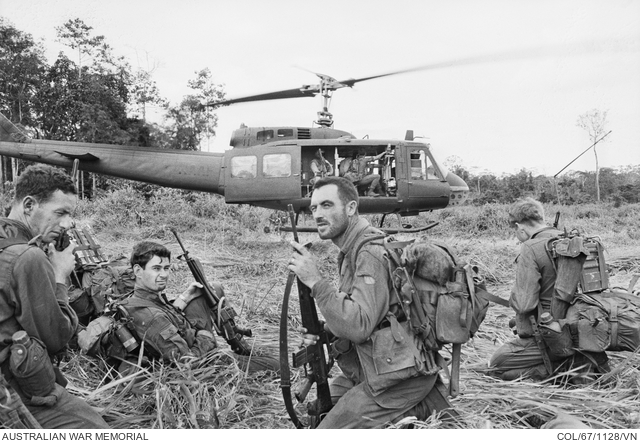
Membros do 7° Batalhão do Regimento Real Australiano no Vietnã, novembro de 1967.

A Austrália participou da Guerra do Vietnã como parte de uma intervenção liderada pelos Estados Unidos no Vietnã para ajudar o Vietnã do Sul contra o Vietnã do Norte. A Austrália enviou 50.000 soldados para o país, dos quais 520 foram mortos. A guerra teve um efeito profundo na sociedade australiana.

## Relações modernas
Com o fim da Guerra Fria e a normalização das relações exteriores do Vietnã, a Austrália logo aprofundou seu relacionamento com o país. Atualmente, o Vietnã é uma das economias de crescimento mais rápido do mundo e parceiro estratégico da Austrália, sendo ambos membros do Acordo Abrangente e Progressivo para a Parceria Transpacífica e um destino popular para os australianos, muitos dos quais são ex-soldados da Guerra do Vietnã.

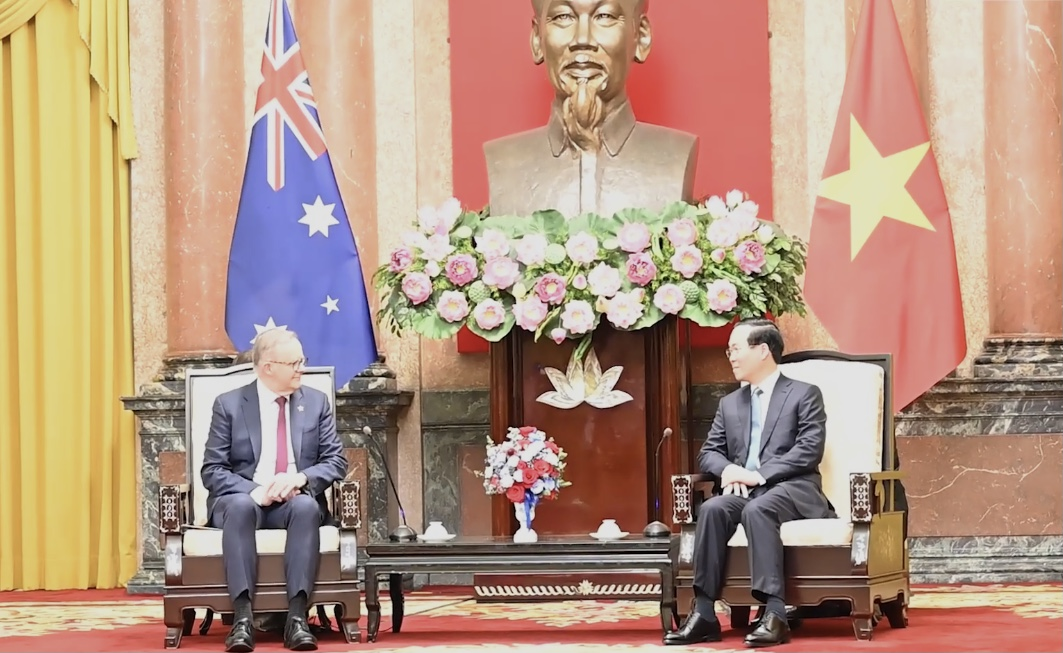
Primeiro-ministro australiano Anthony Albanese com o presidente vietnamita Võ Văn Thưởng em Hanói, Vietnã, junho de 2023.

O Secretário Geral de 2001 a 2011, Nông Đức Mạnh, visitou a Austrália em 2009, atualizando seu relacionamento para "parceria abrangente". Em 2018, para marcar o 45º aniversário das relações diplomáticas, esse relacionamento foi atualizado para uma "parceria estratégica".

## Representantes diplomáticos

### Embaixadores vietnamitas na Austrália

#### Embaixadores do Vietnã do Sul na Austrália
- Trần Văn Lắm (1961-1964)
- Nguyễn Văn Hiếu (1964-1966)
- Nghiêm Mỹ (1966-1967, Encarregado de negócios)
- Trần Kim Phượng (1967-1970)
- Đỗ Trọng Chu (1970-1972, Encarregado de negócios)
- Vũ Văn Hiếu (1972-1973, Encarregado de negócios)
- Nguyễn Phương Thiệp (1973-1974)
- Đoàn Bá Cang (1974-1975, até a Queda de Saigon)